# Ecsenius frontalis
Ecsenius frontalis és una espècie de peix de la família dels blènnids i de l'ordre dels perciformes.

## Morfologia
- Els mascles poden assolir 8 cm de longitud total.[2][3]

## Reproducció
És ovípar.

## Hàbitat
És un peix marí de clima tropical i associat als esculls de corall.

## Distribució geogràfica
Es troba a la Mar Roja (incloent-hi els golfs d'Aqaba i Suez, i la part més occidental del Golf d'Aden).